# John Sherwood
John Sherwood (Selby, 4 giugno 1945) è un ex ostacolista britannico, medaglia di bronzo ai i Giochi olimpici del 1968 a Città del Messico nella gara dei 400 metri ostacoli, che vide vincitore il suo connazionale David Hemery e secondo classificato il tedesco occidentale Gerhard Hennige.

## Biografia
Proviene da una famiglia di sportivi dato che suo padre era un calciatore, mentre sua madre era appassionata di atletica e suo fratello minore, Steve, era un calciatore professionista.
È sposato con Sheila Hilary Parkin, vincitrice nella stessa Olimpiade di Città del Messico 1968 della medaglia d'argento nel salto in lungo.
Dopo il ritiro dall'attività agonistica Sherwood diventò un insegnante.

## Carriera
È stato medaglia di bronzo ai i Giochi olimpici del 1968 a Città del Messico nella gara dei 400 metri ostacoli, che vide vincitore il suo connazionale David Hemery e secondo classificato il tedesco occidentale Gerhard Hennige
Nella sua carriera di ostacolista ha vinto anche la medaglia d'argento ai Campionati europei del 1969 nei 400 m ostacoli e la medaglia d'oro ai Giochi del Commonwealth del 1970 nella stessa gara.